# Eurytoma olbus
Eurytoma olbus är en stekelart som beskrevs av Walker 1839. Eurytoma olbus ingår i släktet Eurytoma och familjen kragglanssteklar. Inga underarter finns listade i Catalogue of Life.